# Безруково (Пензенская область)
Безруково — село Каменского района Пензенской области России, входит в состав Кевдо-Мельситовского сельсовета.

## География
Расположено на берегу реки Калдусс в 7 км на юг от центра сельсовета села Кевдо-Мельситово и в 14 км на юго-запад от райцентра города Каменки.

## История села
Поселена на правом берегу реки Калдусс между 1725 и 1745 гг. помещиками Степаном Васильевичем и Аграфеной Евстигнеевной Владыкиными, вероятно, на землях служилого человека по фамилии Безруков. На правом берегу Калдусса было много родников, отсюда название Ключищи. Крестьяне из пензенского села Сергиевского, Владыкино тож. В XIX в. – волостной центр Нижнеломовского уезда Пензенской губернии, в 1877 г. – 169 дворов, деревянная церковь во имя святого Александра Невского, земская школа. В 1911 г. – село Кевдо-Мельситовской волости Нижнеломовского уезда, одно крестьянское общество, 296 дворов, церковь, земская школа, народная библиотека, кредитное товарищество, мельница с нефтяным двигателем, 5 ветряных, 2 кузницы, 3 лавки, в 1 версте – имение Гевлича.
С 1928 года село являлось центром сельсовета Каменского района Пензенского округа Средне-Волжской области (с 1939 года — в составе Пензенской области). В 1955 г. – в составе Кевдо-Мельситовского сельсовета, центральная усадьба колхоза имени Маленкова. 

## Население
| 1745  | 1795  | 1864 | 1877  | 1897  | 1911  | 1926  |
| ----- | ----- | ---- | ----- | ----- | ----- | ----- |
| 520   | ↗600  | ↗847 | ↗1023 | ↗1270 | ↗1718 | ↗1764 |
| 1930  | 1939  | 1959 | 1979  | 1989  | 2002  | 2010  |
| ↗1895 | ↘1385 | ↘416 | ↘238  | ↘162  | ↘143  | ↘124  |